# Kanton Reims-10
Der Kanton Reims-10 war von 1985 bis 2015 ein französischer Kanton im Arrondissement Reims im Département Marne und in der Region Champagne-Ardenne. 

## Gemeinden
Der Kanton bestand aus einem Teil der Stadt Reims.